# Tajdīd
Tajdīd (in arabo تجديد‎?) è un termine arabo che significa rinnovamento. In contesto islamico, tajdīd si riferisce al rinnovamento dell'Islam per purificarlo dalle incrostazioni provocate dal tempo e dall'azione dei fedeli e rinnovare in senso positivo la società, riportandola al dovuto grado di equità e giustizia. 
In questo senso il concetto è diametralmente opposto a quello di bidaʿ, che significa "innovazione perniciosa", "innovazione estranea agli orizzonti islamici e opposta ai dettami islamici".
Chi persegue operativamente l'intento di rinnovare e riformare la società islamica è chiamato Mujaddid, termine che è normalmente impiegato per indicare i più significativi riformatori del pensiero islamico, specialmente sotto il profilo spirituale.

Un sinonimo, ma limitatamente alle riforme da perseguire in campo politico e sociale islamico, è Iṣlāḥ.